# ボーイング747-400
ボーイング747-400
ブリティッシュ・エアウェイズのボーイング747-400
- 用途：旅客機
- 分類：ワイドボディ
- 製造者：ボーイング
- 運用者：
  - ルフトハンザドイツ航空
  - キャセイパシフィック航空
  - 中国国際航空
  - チャイナエアライン
  - イラク航空
他
- 初飛行：1988年4月29日
- 生産数：633機
- 生産開始：1989年1月10日
- 運用開始：1989年2月9日（ノースウエスト航空）
- 運用状況：運用中
- ユニットコスト：747-400/-400ER:2.34億 - 2.665億USドル
747-400F/-400ERF:2.38億 - 2.68億USドル

ボーイング747-400 (英: Boeing 747-400) はボーイングのB747シリーズの旅客機であり、いわゆる「ハイテクジャンボ」である。このモデル登場以降、これより前のモデルは「747クラシック」と呼ばれるようになった。

## 概要

### 開発の経緯

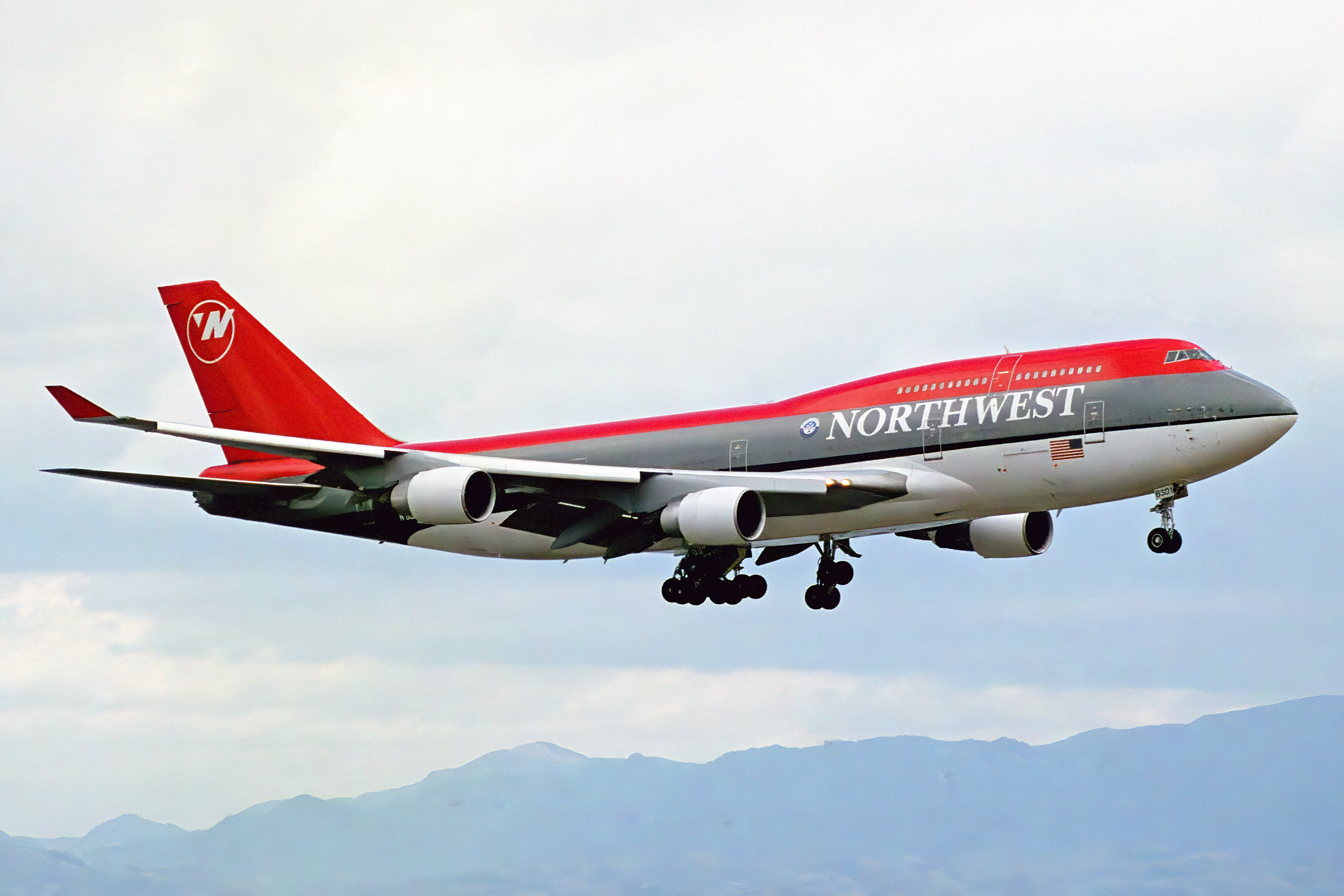
ノースウエスト航空の747-400初号機
この機体はのちに方向蛇の故障を起こすが無事生還。

1970年代初頭に就航したボーイング747は、そのキャパシティは他に追随するものがなく旅客航空の新しい時代を切り開いた。1980年代中ごろを過ぎてもなおそのキャパシティの大きさは揺らぐことはなかった。しかし-100型、-200型、-300型へとモデルが進化しているとはいえ、2階客席部が延長された-300で外観は大きく変わったものの、コックピットやエンジン、客室内装などはあまり進歩せず、1980年代末から1990年代初頭に就航すると見込まれるエアバスA340やマクドネル・ダグラス MD-11、あるいは自社の767と比較しても技術や経済性など旧式化した点が目立つようになった。
そこで、今までの「クラシックな」747（-100型、-200型、-300型）に最新の技術を投入し、新世代機として甦らせようと開発されたのがボーイング747-400である。
1984年9月に開発計画は発表され、1985年10月にノースウエスト航空がローンチカスタマーとして10機を発注。

### 長距離国際線の主役に

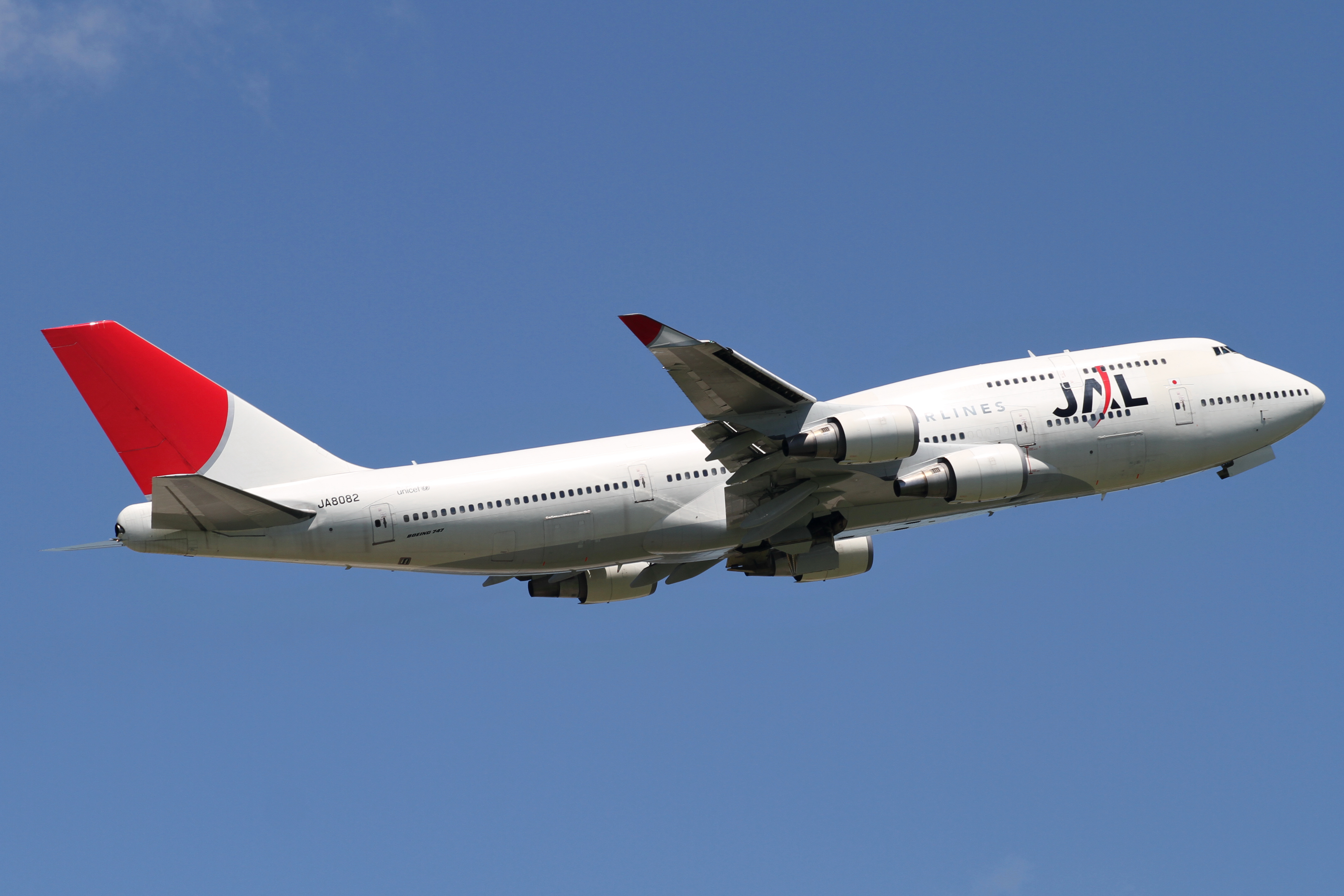
日本航空 747-400

客席部が延長された-300型をベースとし、主翼端へのウィングレット装着や、胴体と主翼の取り付け部に空気抵抗を低減のためのフェアリングを追加するなど、空力の徹底した見直しや最新型の低燃費でハイパワーなエンジンへの変更、コックピット等操縦系統の変更（航空機関士が乗務しない2人乗務機へとアップグレードされた）、キャビン内装のデザイン変更など、各部に最新の技術を反映したものに変更された。
1989年2月よりローンチカスタマーのノースウエスト航空に納入され運航を開始し、日本航空の44機を初め、ブリティッシュ・エアウェイズ、ルフトハンザドイツ航空などのフラッグ・キャリアの主力機として広く運行された。なお、-400型と747クラシックは、しばらくの間どちらも発注することができたが、747クラシックは1990年に納入された機材を最後に生産終了し、生産ラインは-400型に完全移行した。その後、-400型は1990年代から2000年代初頭にかけて販売数を伸ばし続け、長距離国際線の主役的存在になった。

### 生産終了

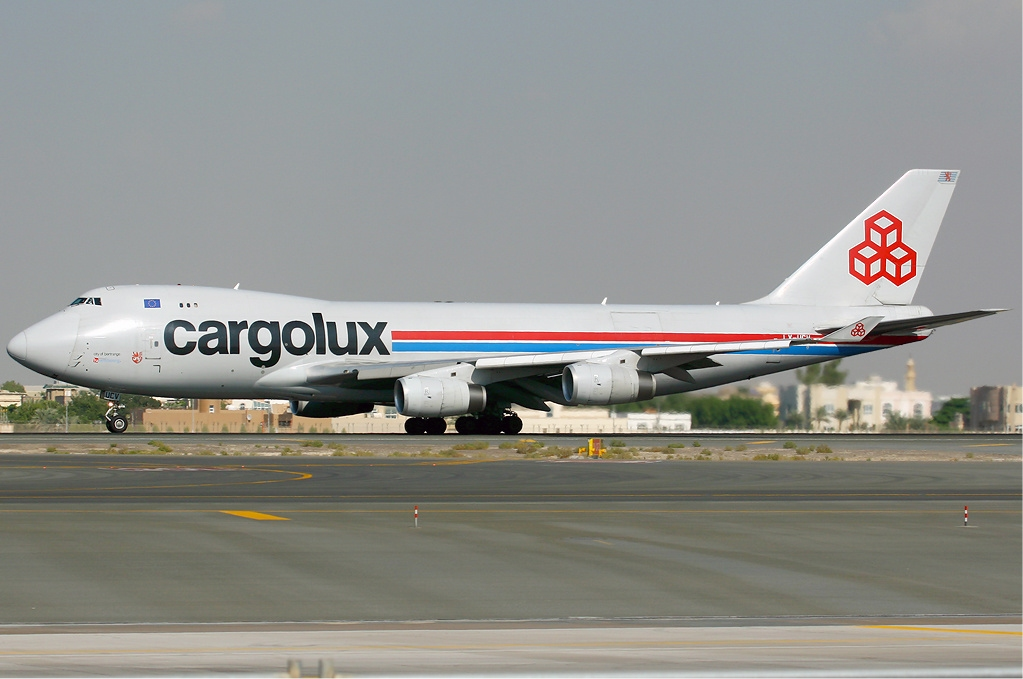
カーゴルックス 747-400F

21世紀に入ると、2001年に発生したアメリカ同時多発テロ事件による乗客減少や、ほぼ同等の座席数で燃費に勝るボーイング777-300型機の納入促進などを受けて、旅客型はそれまでの受注の勢いは影を潜め、2004年以降は「ジャンボ王国」とも称された日本からの受注も打ち切られた。
2005年にローンチした発展型であるボーイング747-8の開発を機に受注停止を決定し、2009年9月にはボーイング747-8Fのロールアウトと入れ替わるように、航空会社からの受注分の最後の引き渡しが完了し、生産終了。なお、ボーイング社では-400型の生産終了をもって、-8型に生産ラインへの移行が完了した。

### 現況
運航開始から20年経ち経年化が進んだ2000年代後半以降には、多くの初期導入航空会社で、より燃費がよく運航費用の低いボーイング777やエアバスA330、中でも長距離国際線においてはボーイング777-300ERなどへの代替が進んだ。
最初期に導入した1社であり、一時は世界最大の運航機数を誇った日本航空から2011年2月に全機退役したほか、シンガポール航空も2012年3月25日で定期運航を終え、同年4月6日のシンガポール - 香港 - シンガポール線フェアウェルフライトをもって引退した。全日本空輸は使用を続けたが日本航空から遅れて3年後の2014年3月31日に、ニュージーランド航空は2014年9月をもって定期便の運航を終了、キャセイパシフィック航空も2016年10月に全機退役している。デルタ航空やユナイテッド航空においても2017年に全機退役した。
2018年10月31日、日本貨物航空のB747-400Fがこの日の営業運航便を以て全機退役し、かつて日本の空の主役となっていた-400型は貨客含めて完全に日本の航空会社から消滅することとなった。さらに日本国政府専用機のB747-400が2019年3月31日を以てB777-300ER型機に引き継ぐ形で退役し、日本籍のB747-400型機は貨客含めて完全に姿を消した。
なおブリティッシュ・エアウェイズは2019年1月に、ボーイング747-400型の残りを全機、2023年に引退するまでに英国海外航空をはじめとする旧塗装にすると発表した。しかし新型コロナウイルスの影響により2020年に即退役させることを発表された。また新型コロナウイルスの影響でKLMオランダ航空を筆頭に各旅客型B747-400保有会社が続々と退役を発表、退役させた。
ボーイングでは旅客型を貨物機へ改修する転用プログラムを実施している（後述）。

## 機体の特徴

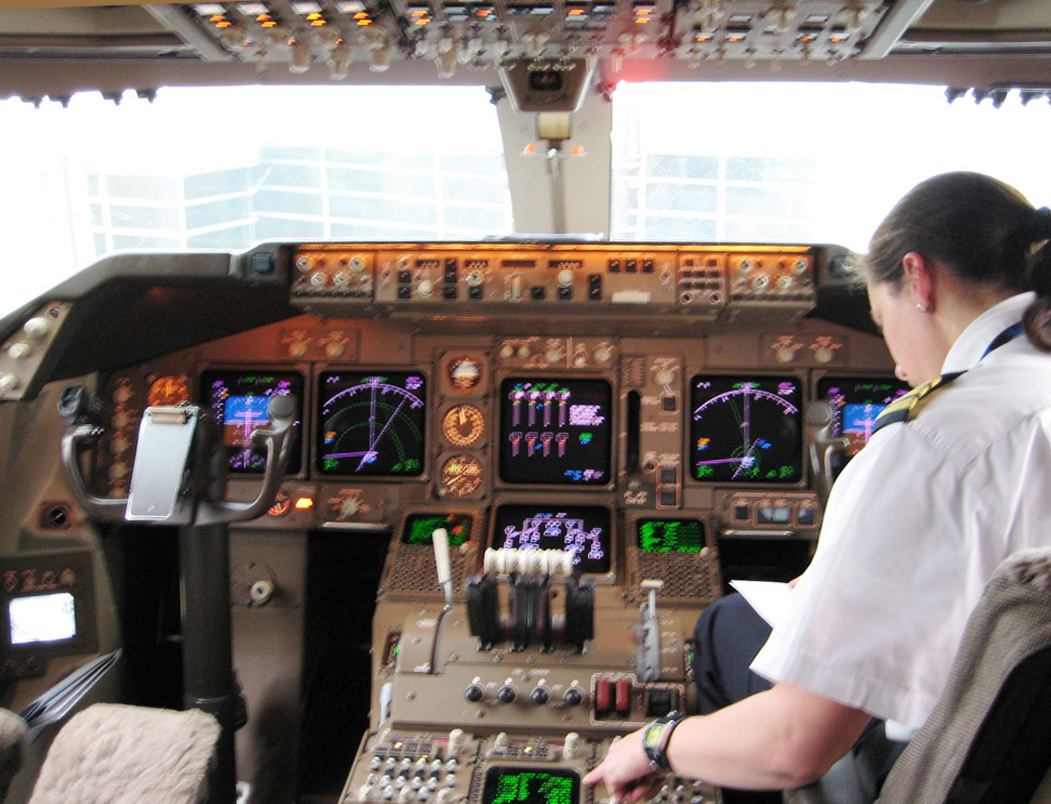
「ハイテクジャンボ」を象徴するグラスコックピット

基本的な外形は747-300と変わらないが、アビオニクスや主翼、エンジン、客室内装備に変更が加えられている。主翼端の延長とウィングレットの追加、主翼根元のフェアリングの改良により空気抵抗を減らした （形状変更によるボーディングブリッジおよびタラップ車など車両の衝突防止のために“I”字状のラインが引かれている）うえ、水平尾翼への燃料タンクの追加設置と最大離陸重量の増加によって、搭載できる燃料も増やされた。また、エンジンもより新しい高バイパス比ターボファンであるゼネラル・エレクトリック（GE）製のCF6-80やプラット・アンド・ホイットニー（P&W）社製のPW4000、ロールス・ロイス社製のRB211-524Hへ換装され、燃費・推力とも向上。これらの改良により、航続距離で -200型を上回る性能を備えた。
コクピットは大幅に電子化、大型機でありながら航空機関士を廃し、機長・副操縦士の2名の運航可能。大型ワイドボディ旅客機および4発エンジン旅客機として、初の二人乗務機である。
エンジン運搬用として左の主翼下にパイロンがある。これは人工衛星を搭載する空中発射ロケットの吊り下げにも利用できるため、航空会社の退役機がコズミックガールのような母機の改造ベースに利用されている。

## 派生型
ボーイング747-400には、いくつかの派生型がある。

### 747-400型

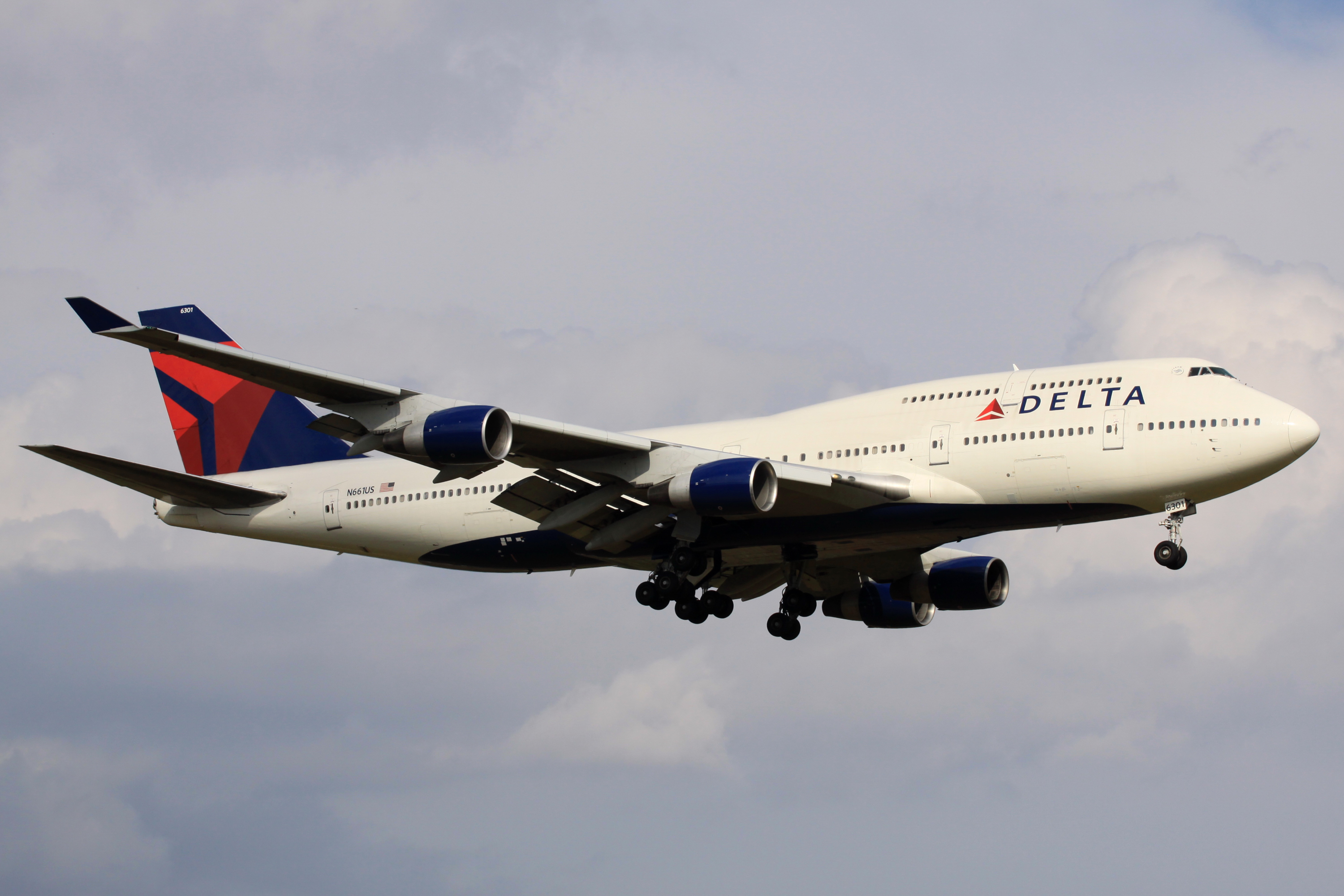
デルタ航空移籍後の-400初号機
同機は2015年9月9日をもって退役
2017年よりデルタ航空博物館にて展示。

生産国のアメリカでは、1989年2月に最初に運航を開始したローンチ・カスタマーのノースウエスト航空の機材は同社を吸収合併したデルタ航空に引き継がれている。ほか、ユナイテッド航空が運航。なお、ユナイテッド航空では日本線の多くを777-200ERに変更している。エンジンはP&W製のPW4056。
日本航空（以下「JAL」）では、日本の航空会社としては最初となる1990年に導入し運航を開始した。エンジンはGE製CF6-80C2B1F。JALでは747クラシックにおいて長らくP&W製のJT9D-7シリーズを一貫して採用し、その徹底ぶりは本来CF6エンジンが標準のマクドネル・ダグラス DC-10もJT9D装備の-40型を導入するほどであったが、-400ではGE製に切り替えた。JALのGE製エンジンの導入は1970年にコンベア880が退役して以来20年ぶり。また、全日本空輸（以下「ANA」）もJALに次いで1990年に導入した。エンジンはJALと同一のCF6-80C2B1Fを装備する。なお、日本エアシステム (JAS) も導入する予定であったが、その後これをキャンセルし777-200を発注した。
他、GE製エンジン機を採用しているのはルフトハンザドイツ航空、エールフランス、ガルーダ・インドネシア航空など。ガルーダ・インドネシア航空も日本航空と同様に747クラシックではP&W製エンジンだったが、-400ではGE製エンジンに替わる。一方、マレーシア航空、シンガポール航空、大韓航空、エル・アル・イスラエル航空ではP&W製、PW4056。ただ、マレーシア航空は初期に導入した-400コンビのみGE製。
ブリティッシュ・エアウェイズ、キャセイパシフィック航空、カンタス航空、ニュージーランド航空などのイギリス連邦系および旧イギリス連邦系の航空会社ではロールス・ロイス社製RB211-524を装備する。ただし、ニュージーランド航空の-400の場合は初期導入はRB211-524Gを装備するが、後期導入機に関してはリース会社経由の導入という理由からGE製CF6-80C2B1F装備機に変更された。
なお、世界で通算1,000機目の747となったのはシンガポール航空の-400型（機体記号 9V-SMU）であり、これは超大型機旅客機部門としての初の快挙である。さらに2006年には通算1,500機目の生産を達成した。また当時、世界で最も多く747-400を所有していたブリティッシュ・エアウェイズは2020年に全機を退役した。
新規発注は2002年11月28日にチャイナエアラインから4機の発注を受けたのが最後で、ボーイング747-8がローンチしたこともあり、2005年4月26日に同社に引渡したことを最後に受注および生産を終了した。総生産機数は、後述する747-400M型と合わせて442機である。2011年時点では、一部の航空会社で747-400を退役させたり貨物化改修しており、この型の後継として777-300ER、エアバスA380などを導入している。
日本ではJALとANAが導入したが、JALでは2011年3月1日のホノルルからの成田行JL75便（JA8089）と那覇からの成田行JL3098便（JA8077）の運航をもって全機が退役した。タイムテーブル上のラストフライトは75便であったが、当日は75便→3098便の順に到着した。ANAでは2011年1月3日のパリ発成田行のNH206便をもって定期便での運航を終了した。その後はスタンバイ機材としてチャーター便などで運航されていたが、同年3月21日、スペシャルツアー「ANA国際線おかげさまで25周年 ジャンボ機で行くグアムチャーター」の一環で行われたグアム発成田行のNH1987便がラストフライトとなり、このフライトをもって同社での営業運航を終了した。定期便そしてチャーター便のラストフライトに運用されたのはいずれも機体記号JA8958であった。

### 747-400M型

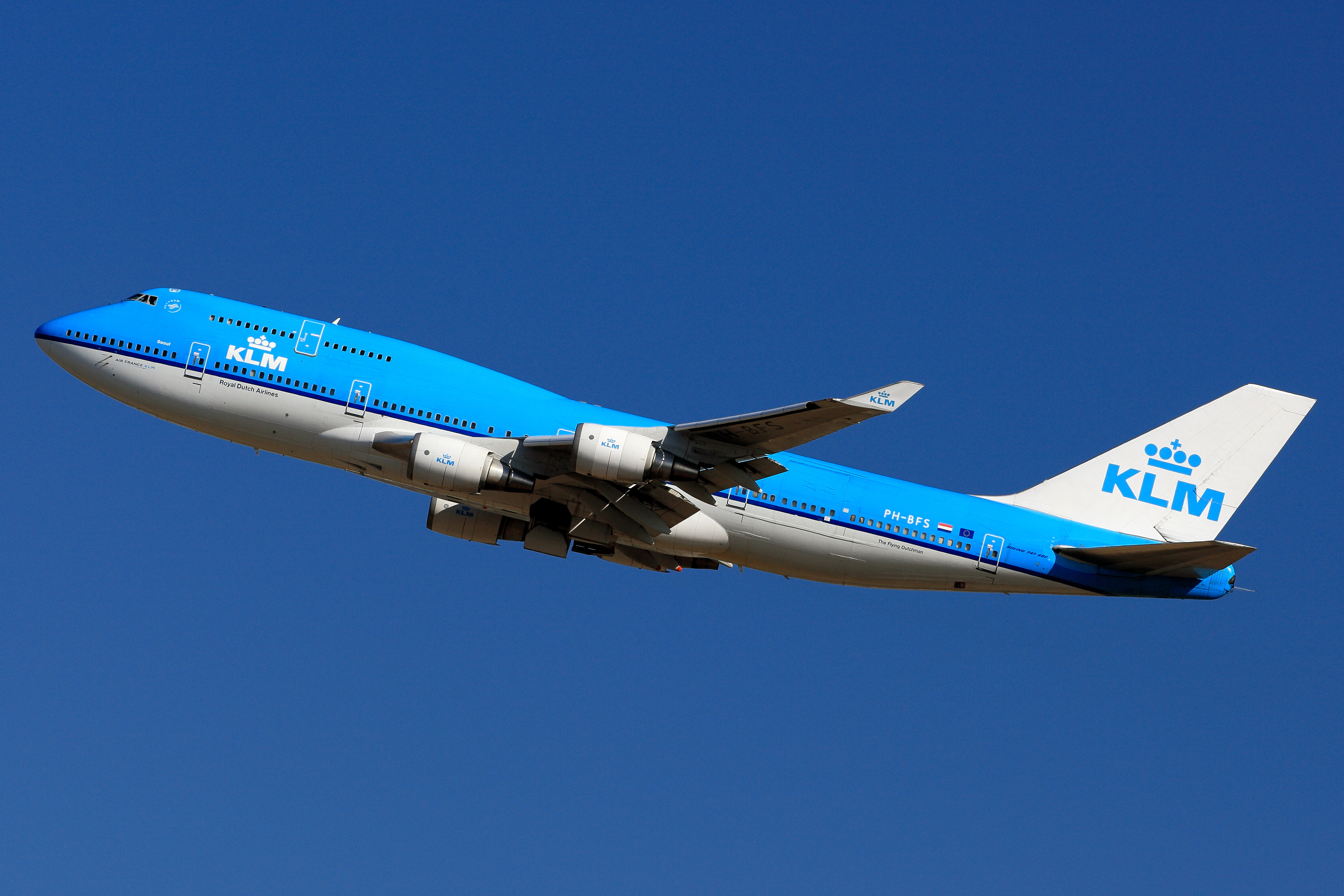
KLMオランダ航空の747-400M

貨客混載機。747-400 Combiとも呼ばれる。胴体後部側面に貨物用のドア（SCD）が付く仕様。1989年6月30日に初飛行。ローンチカスタマーはKLMオランダ航空。2002年4月10日にKLMオランダ航空に引き渡したのを最後に生産終了となっている。ほかにアシアナ航空、ルフトハンザ航空、エールフランス、大韓航空、中国国際航空、エバー航空などが導入したが、2015年1月5日をもってエバー航空からは引退。KLMオランダ航空の747-400 通常型の定員が408名なのに対し、-400 M型の定員は268名となっている。

### 747-400D型

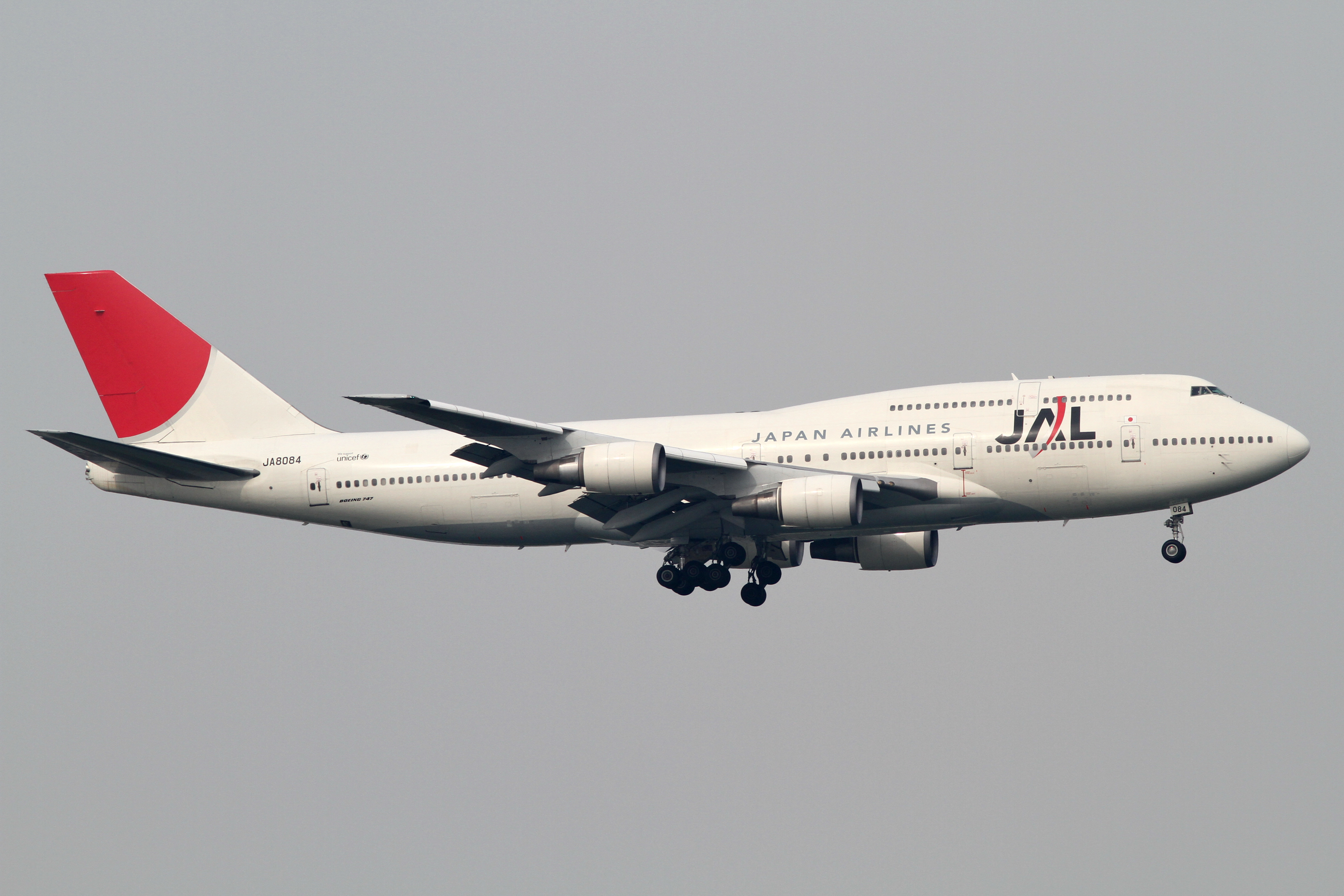
JALの747-400D型

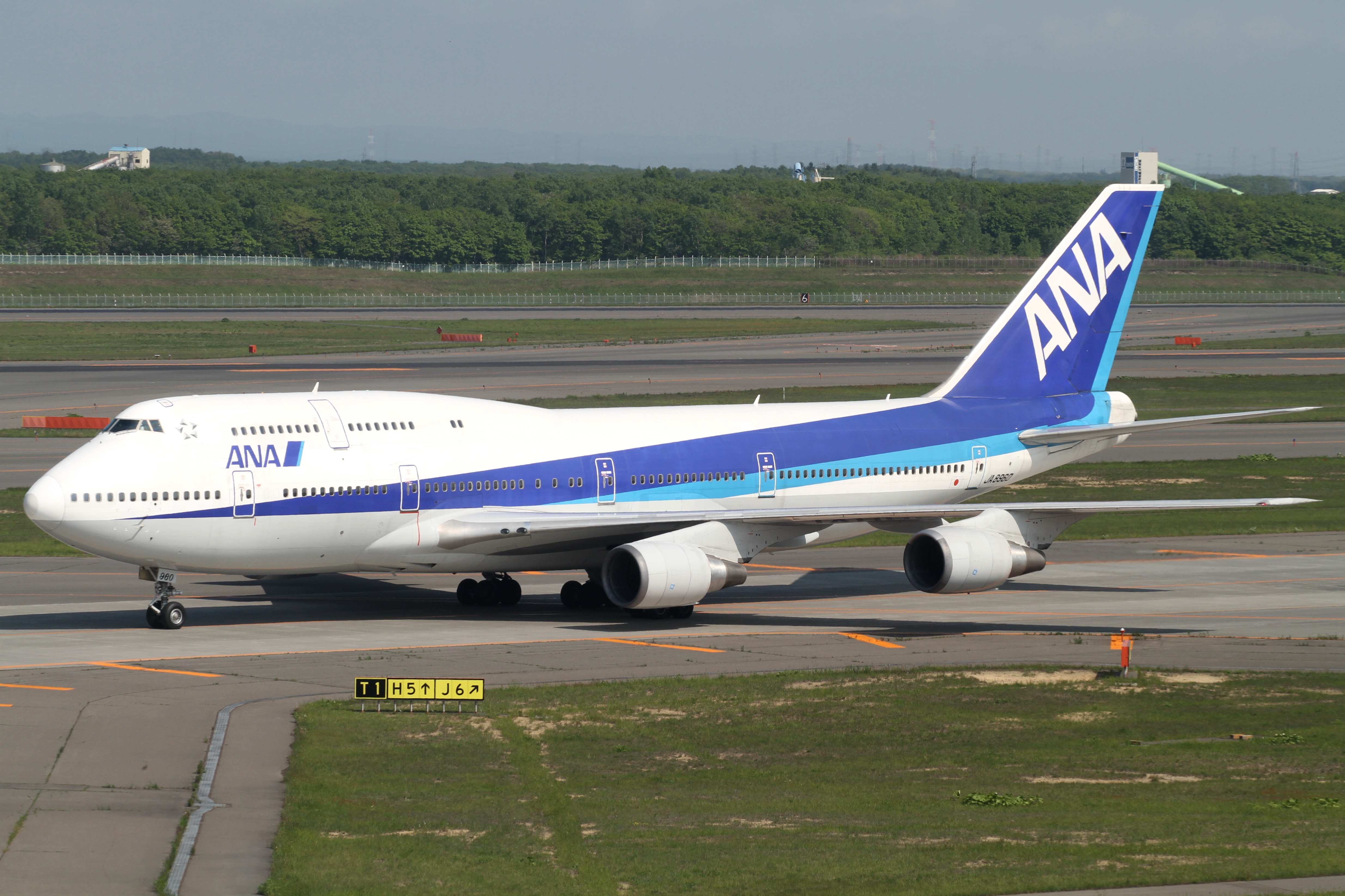
ANAの747-400D型

DはDomestic（国内）の略で、ボーイング747SR-100型と同様に日本のJALとANAのみが発注した日本国内線専用仕様。初飛行は1991年3月15日で、SR-100型と同じくJALがローンチ・カスタマーとなった。
短距離・多頻度運航を実現するため、胴体や床面の構造を強化しているほか、シートピッチを詰めたり、ギャレー部分を減らして座席数を増やしている。短距離の路線では燃費低減の効果が少ないことと、全幅の増加による駐機場（とくに羽田空港の旧ターミナル）や誘導路の使用制限を避けるため、主翼端のウィングレットはない。
1995年末までにJAL向け8機と、ANA向け11機の計19機が製造されたが、後述する改造によって2機増え21機となった。全機、CF6-80C2エンジン。
-400型と-400D型の間で基本仕様に大きな差はないため、相互改造が可能であり、ANAにより4機6回の改造実績がある。その中の2機のJA401A、JA402Aは-400から-400D型に転用したものである。この2機は純正の-400D型と比較すると、アッパーデッキのポートサイド（左舷側）の窓が2つ少ない。一方、他の2機のJA8955、JA8957はもともと-400D型として引き渡されたので国際線仕様時はこの独立した2つの窓は埋められていたが、国内線転用後に再び設置された。
JALがかつて運航していた-400Dの座席数は、当初はスーパーシート24席、普通席544席の合計568席→2004年以降はクラスJ80席、普通席466席の合計546席。ANAがかつて運航していた-400Dの座席数は、当初はスーパーシート（→スーパーシートプレミアム）27席、普通席542席の569席→2008年以降はプレミアムクラス23席、普通席542席の合計565席であるが、2002年夏に2機の全席を普通席に改装し594席で2か月間運航した実績を持っており、旅客機の座席数の記録としては2015年11月まで破られなかったが、モノクラスとしては2017年2月現在も世界最多の記録は破られていない。なお、ボーイング社の文書によれば最大座席数は624席とされている。1995年12月にANAに引き渡したのを最後に、生産終了。総生産機数は、19機。
JALが運航していた-400D型は、2011年2月18日の那覇発羽田行きのJL914便を最後に定期便としての運航を終了した。そして同年2月19・20日に退役ツアーが実施され、これがJALにおける747-400D最後の有償飛行となった。一方、ANAが運航している-400D型は当初2015年度まで運航を続ける予定であったが、機材更新を前倒しし、2014年3月31日の那覇発羽田行きのNH126便をもって全機が退役した。この退役により、日本の航空会社から旅客運航用の747は消滅した。日本航空においては現行塗装を纏った機体、全日空においては、現行の「inspiration of JAPAN」のタグラインが付いた機体は登場しなかった。
日本の航空会社での運用から退役した後は、中古機として購入希望、あるいは貨物転用、等と運航利用する航空会社は極めて少なく、スクラップや部品取りが多い。この型は、747在来型ではSR型と同様に短距離国内線運用が主であることで着陸頻度が多くなる。それゆえ、国際線仕様の-400型機に比べて機体の使用による疲労が必然的に激しくなることが一因として挙げられる。
|    | 製造番号   | 型式  | 初飛行日       | 機体記号  |        | 備考 |
| -- | ---------- | ----- | -------------- | --------- | ------ | --- |
| 1  | 25213/844  | -446D | 1991年3月15日  | ex.JA8083 | ex.JAL | -400D型初号機。FAA認証所得時の機体記号はN60668。元ドリームエクスプレス21"FAMILY"。 ケイマンへ売却され、 N894DBに登録記号を変更。 |
| 2  | 25214/879  | -446D | 1991年9月25日  | ex.JA8084 | ex.JAL | 元ドリームエクスプレス21"Dream Story" 。JAL便ラストフライト機。 |
| 3  | 25292/891  | -481D | 1991年11月27日 | ex.JA8099 | ex.ANA | ANA受領初号機。国際線就航可能機。2012年5月7日登録抹消。 |
| 4  | 26347/907  | -446D | 1992年3月6日   | ex.JA8090 | ex.JAL | 1998年11月、JAL所有747-400D初の国際チャーター便運用機（仙台 - 天津間） Aerlease Inc.へ売却され、N347ASに登録記号を変更。 |
| 5  | 25639/914  | -481D | 1992年4月17日  | ex.JA8955 | ex.ANA | -481に改造後2001年9月17日に再改造、2002年モノクラス594席改修機。 タイ・ドンムアン空港にて整備中炎上した模様。 2008年11月26日登録抹消。 |
| 6  | 25640/920  | -481D | 1992年5月21日  | ex.JA8956 | ex.ANA | 現「お花ジャンボ」 2012年11月30日、ANAの営業路線からラインアウト。 |
| 7  | 25642/927  | -481D | 1992年7月1日   | ex.JA8957 | ex.ANA | -481に改造後2002年1月9日に再改造、2002年モノクラス594席改修機、現「ピカチュウジャンボ」ANAにおける伊丹空港発着3・4発機の有償運航最終機。2013年9月30日の沖縄発羽田行のNH126便を最後に同社の営業路線から退役。                                                                                          |
| 8  | 26345/935  | -446D | 1992年8月28日  | ex.JA8903 | ex.JAL | -400D型におけるJAL鶴丸塗装最終機。ケイマンへ売却され、 N895DBに登録記号を変更。部品取りとなる予定。 |
| 9  | 26348/941  | -446D | 1992年10月1日  | ex.JA8904 | ex.JAL | 日本航空機駿河湾上空ニアミス事故機。予約電話フリーダイヤル化PR塗装、ドリームエクスプレス21"SWEET"、「たまごっちジェット2007」の特別塗装を施される。 Aerlease Inc.へ売却の予定で、N263ASに登録記号を変更。                                                                                             |
| 10 | 26349/948  | -446D | 1992年11月11日 | ex.JA8905 | ex.JAL | 元ドリームエクスプレス21"Tokyo DisneySea"、元「たまごっちジェット2007」サンアーク塗装初施行機。N892DBに登録記号を変更。 |
| 11 | 25646/952  | -481D | 1992年12月8日  | ex.JA8959 | ex.ANA | 2012年10月、ANAの営業路線からラインアウト。 |
| 12 | 26351/963  | -446D | 1993年2月16日  | ex.JA8907 | ex.JAL | 元「松井ジェット」、沖縄線就航50周年記念塗装、JALにおける伊丹空港発着の3・4発機有償運航最終機。 N893DBに登録記号を変更。 |
| 13 | 25643/972  | -481D | 1993年4月8日   | ex.JA8960 | ex.ANA | 国際線就航可能機。JA8099,JA8966とともに1990年代後半に関西 - グアム線に就航。2014年3月14日の沖縄発羽田行のNH136便を最後に同社の営業路線から退役。 |
| 14 | 25644/975  | -481D | 1993年4月27日  | ex.JA8961 | ex.ANA | 元初代「スヌーピー号」。ANA便ラストフライト機（2014年3月31日,沖縄発羽田行のNH126便）。2014年4月16日、NH9432便としてアンカレッジ経由でミシシッピ州テューペロ・リージョナル空港へ回送。 |
| 15 | 26352/978  | -446D | 1993年5月11日  | ex.JA8908 | ex.JAL | 元シドニーオリンピック日本選手団応援塗装、ドリームエクスプレス21"FRIENDS"、 2002 FIFAワールドカップ特別塗装。 |
| 16 | 25647/991  | -481D | 1993年7月29日  | ex.JA8963 | ex.ANA | 元「マリンジャンボ」、日本初の特別塗装施工機。ANAのフリートでは特別塗装でロールアウトした初の機体。2011年8月3日登録抹消。ANAの純正・B747-400Dとして、事故(JA8955)以外では初めての登録抹消となった。                                                                                                   |
| 17 | 27163/996  | -481D | 1993年9月7日   | ex.JA8964 | ex.ANA | 元「ANAポケモンジェット1999」2011年11月16日登録抹消。 |
| 18 | 27436/1060 | -481D | 1995年4月16日  | ex.JA8965 | ex.ANA | 元2代目「スヌーピー号」、「ポケモンジェット1998」 |
| 19 | 27442/1066 | -481D | 1995年7月18日  | ex.JA8966 | ex.ANA | 全日空61便ハイジャック事件機、国際線就航可能機。 「全日空 All Nippon Airways」タイトルロゴ最終機。2014年1月、ANAの営業路線からラインアウト。 |
| 20 | 28283/1142 | -481  | 1998年1月19日  | B-2432    | YZR    | 旧ANA、機体記号JA402A。 2003年3月14日に-481Dへ改造。 2007年10月2日にAvion Aircraft Trading hf (AAT) へ売却され機体記号をTF-ANAに変更。 2007年12月7日に米ウェルズ・ファーゴ銀行に売却、機体記号をN200FQに変更。 -481BDSFに改造され揚子江快運航空 (YZR) にリース。 2008年7月1日に現在の機体記号に変更。 |
| 21 | 28282/1133 | -481  | 1997年10月29日 | B-2435    | YZR    | 旧ANA、機体記号JA401A。 2003年3月26日に-481Dへ改造。 AATへの売却がANAから発表されたが、2008年7月24日に米ウェルズ・ファーゴ銀行籍に登録変更され機体記号をN483YRに変更。 -481BDSFに改造され揚子江快運航空 (YZR) にリース。 2009年3月18日に現在の機体記号に変更。                                        |

### 747-400F型

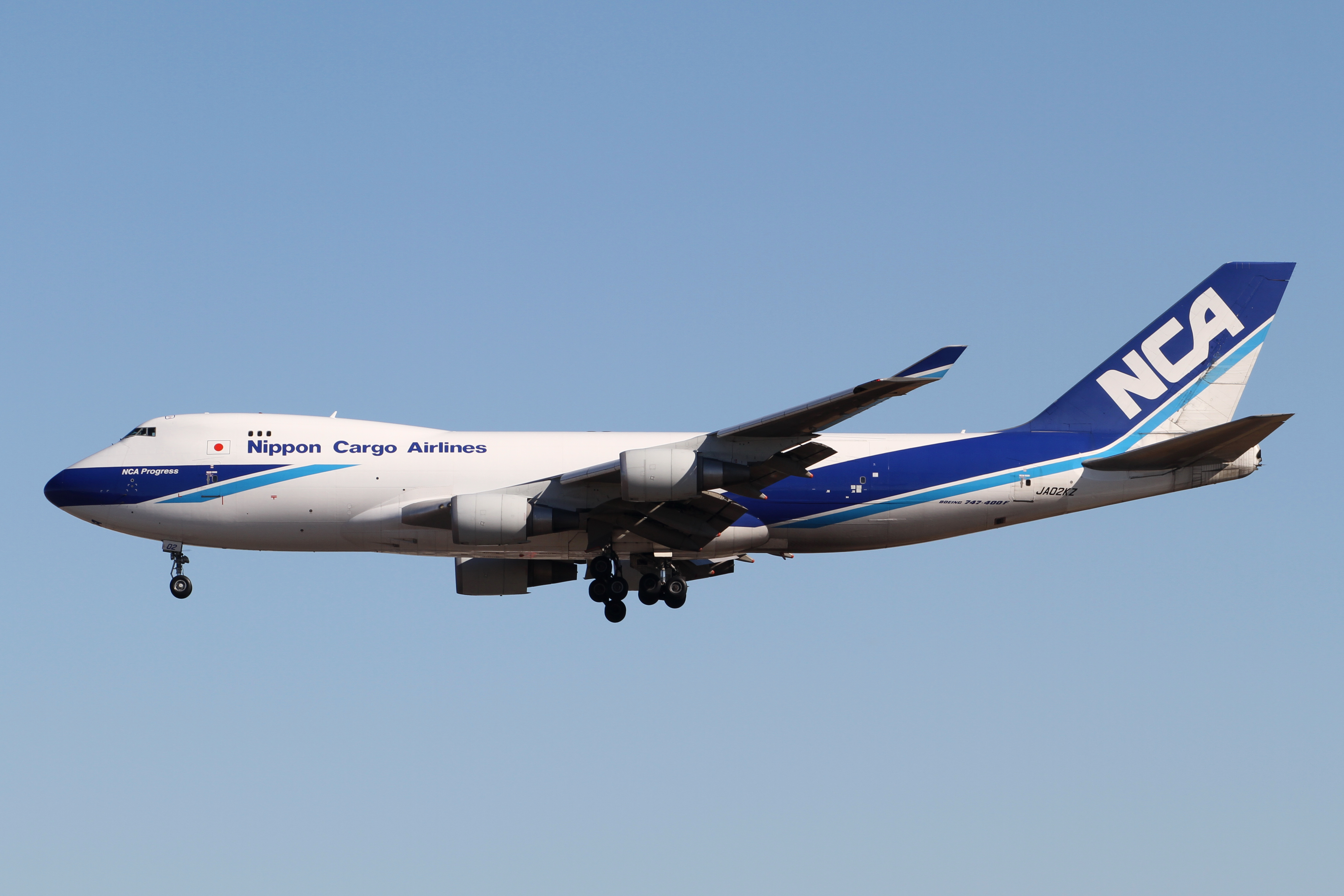
日本貨物航空の747-400F

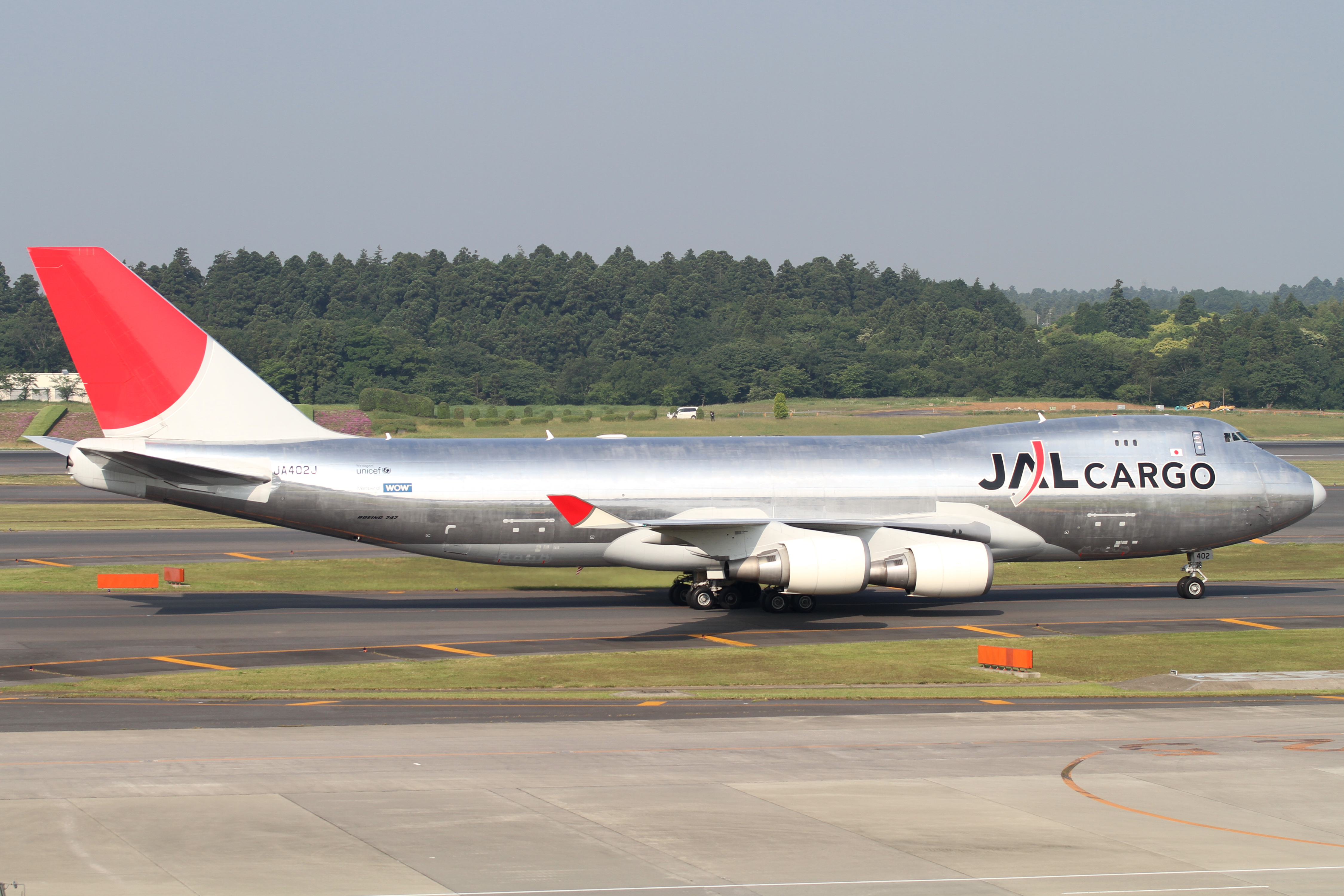
JALカーゴの747-400F（退役済）：極限まで低燃費にするため、塗装を削って機体重量を下げていた

747-400型の貨物機バージョン。アッパーデッキを延長すると重量が増加する他、アッパーデッキ下は天井が低くなっており、これを延長すると貨物容積も減少する。貨物型においては、アッパーデッキの延長によるこれ等弊害のほうが大きいため、-400型でありながら、-200型と同様のショートアッパーデッキとなっている。ウィングレット追加、アビオニクス変更など、他の部分は-400型に準じる。日本の貨物航空会社においては従来747-200型を貨物機に改造した-200Fを使っていたが、老朽化や長距離路線の拡大などの理由で順次、-400F型を導入。
アジアではマレーシア航空、シンガポール航空、キャセイパシフィック航空の貨物部門が導入しており、日本では最初に日本貨物航空が導入した。続いてJALの貨物部門（JALカーゴ）も導入している。
アメリカでは、ポーラーエアカーゴがGE系リース会社を通じて新規導入を図っており、老朽の747クラシックを放出させるという。また、アトラスエアについても、-200BSFの取替で順次導入する見込み。そしてユナイテッド・パーセル・サービス（UPS）も耐空時間切れ寸前の747クラシックとの置換えとして、GE系のリース会社を通じて導入する。この747クラシックの中には元JALのSRも含まれている。
ヨーロッパではルクセンブルクのカーゴルックス航空が最も多く、10機の-400Fを世界規模の路線で運航している。エンジンは初期導入機はCF6-80C2B1Fを、後期導入機はロールス・ロイス製RB211-524H/Tを装備している。このRB211-524H/Tを装備する-400Fは他にキャセイパシフィック航空が運航している。
747-400F型は旅客型とは異なり、エアバスA380のような対抗機種は存在しないため、民間大型貨物機部門では市場独占状態にあった。2009年5月27日、ボーイング747-8のローンチもあり、日本貨物航空（登録記号 JA10KZ）に引き渡したのを最後に受注、および生産を終了した。総生産機数は126機。

### 747-400ER型

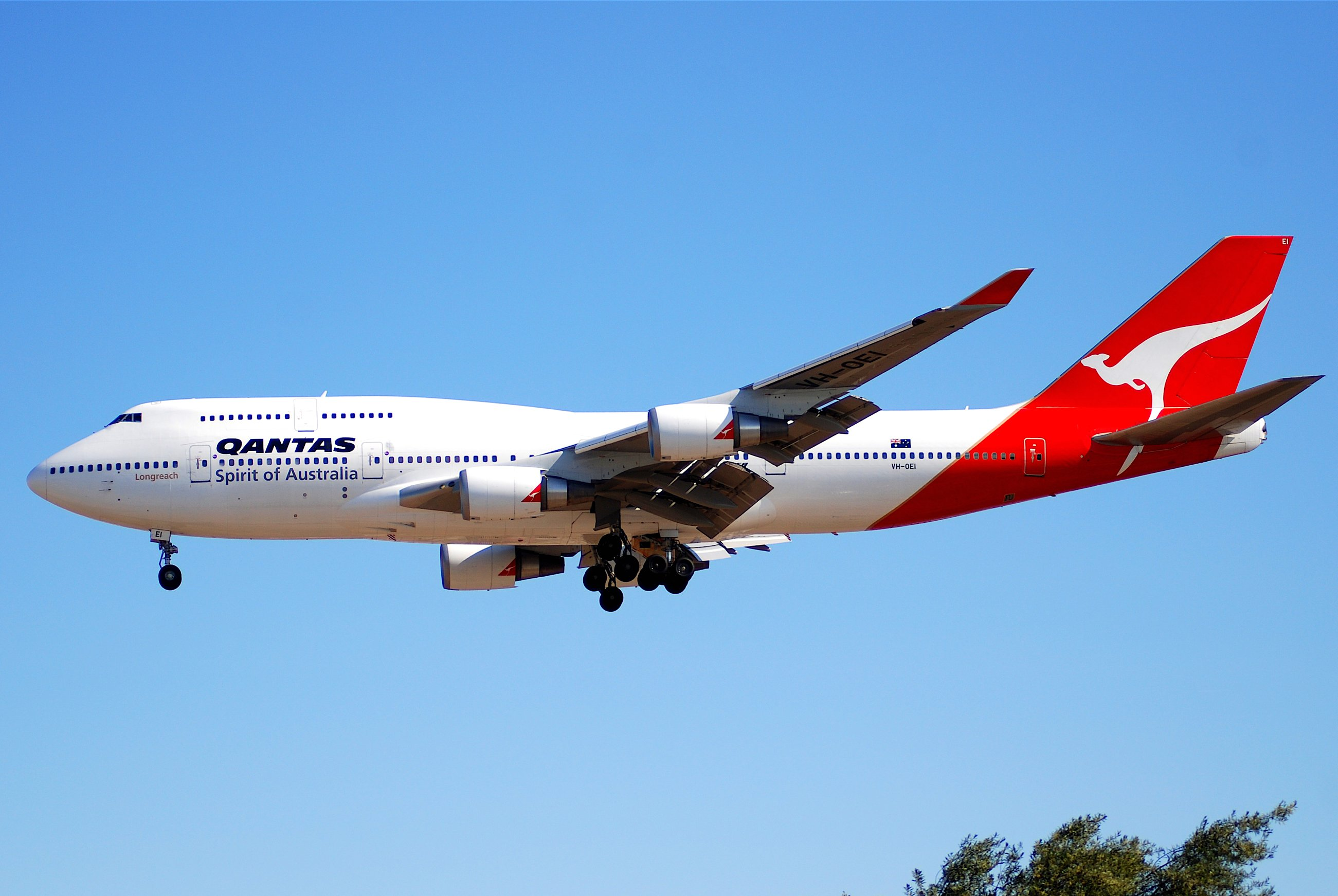
世界で唯一747-400ERを運航したカンタス航空

747-400型の航続距離延長型。初飛行は2002年7月31日。当初は747-400X、のちにThe Longer-Range 747-400とも呼ばれた。外観上は従来の-400型と変化はないが、最大離陸重量が従来型に比べ35,000ポンド（約15,870kg）引き上げられて910,000ポンド（約412,770kg）となり、操縦席のコンソールには新型のLCDパネルが採用されている。また、胴体や主翼部分も構造強化され、エンジン出力も強化されたほか、タイヤも従来よりも大径のものに変更された。これにより、従来以上の大量輸送が可能になったほか、従来と変わらないペイロードであればその分搭載燃料を増やして航続距離を500マイル（約805km）伸ばすことが可能となった。
2000年11月にオーストラリアのカンタス航空から6機が発注され、2002年より量産を開始。同年10月31日に第1号機が同社に納入された。2009年11月をもって、-400型シリーズは生産終了となったため、オペレーターはカンタス航空のみとなった。総生産機数は6機。2020年、カンタス航空では同年末をもって退役することを予定していたが、同年に世界的に流行した新型コロナウイルスの感染拡大の影響もあり、退役を約半年前倒しする形で7月22日にシドニー発ロサンゼルス行・QF7474便を最後に退役した（シドニーには戻らず、そのまま退役してロサンゼルスからモハベにフェリーフライト）。これにより、世界の空から旅客型の747-400ER型機は完全に姿を消すこととなった。

### 747-400ERF型

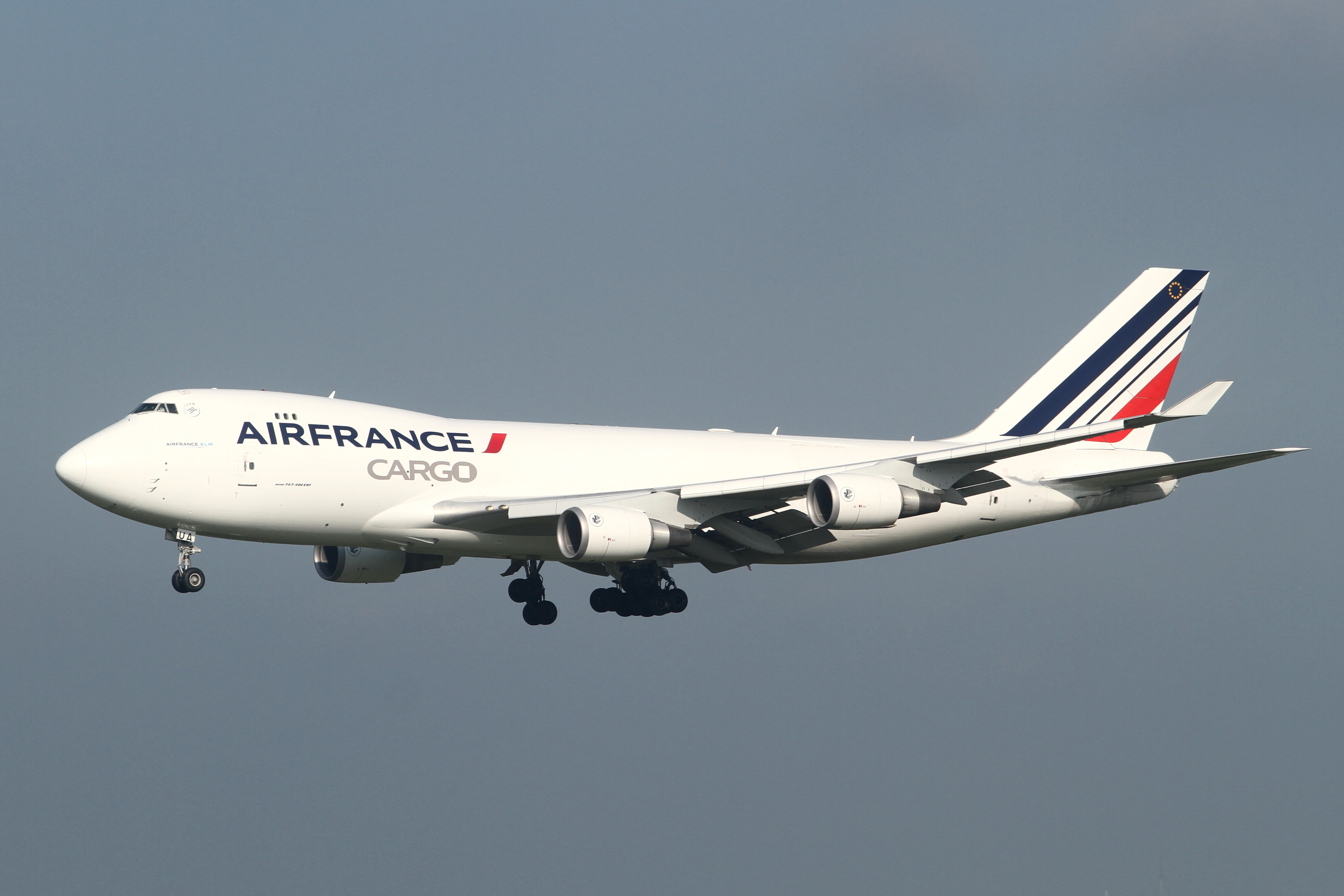
エールフランスの747-400ERF

747-400ER型を基にして、2001年にエールフランスの発注により開発された貨物機。初飛行は2002年9月。外観は-400F型と同一であるが、コクピットで一部アナログ部分がデジタルに切り替わっている。-400ER（旅客）型が受注に苦戦しているのに対し、本型式は好調な国際航空貨物の需要の伸びに支えられて世界各地の貨物航空会社から受注があり、747-8Fの開発への後押しとなった。2009年11月10日、ボーイング747-8のローンチもあり、クウェートのロードエア・カーゴに引き渡したのを最後に受注および生産を終了した。なお、これをもって新規受注分の-400型シリーズが全て引き渡された。総生産機数は40機。日本貨物航空が運用する予定となっていた（登録記号：JA09KZ）が同社の都合によりキャンセルとなり日本の航空会社で運用されることは無かった。

### 軍用型

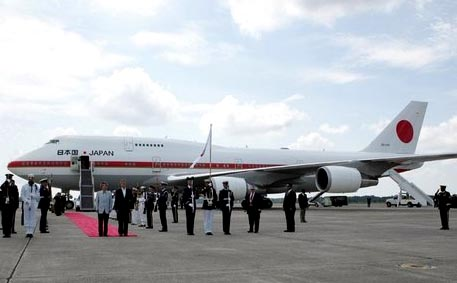
20-1101 日本政府が1993年から使用している日本国政府専用機

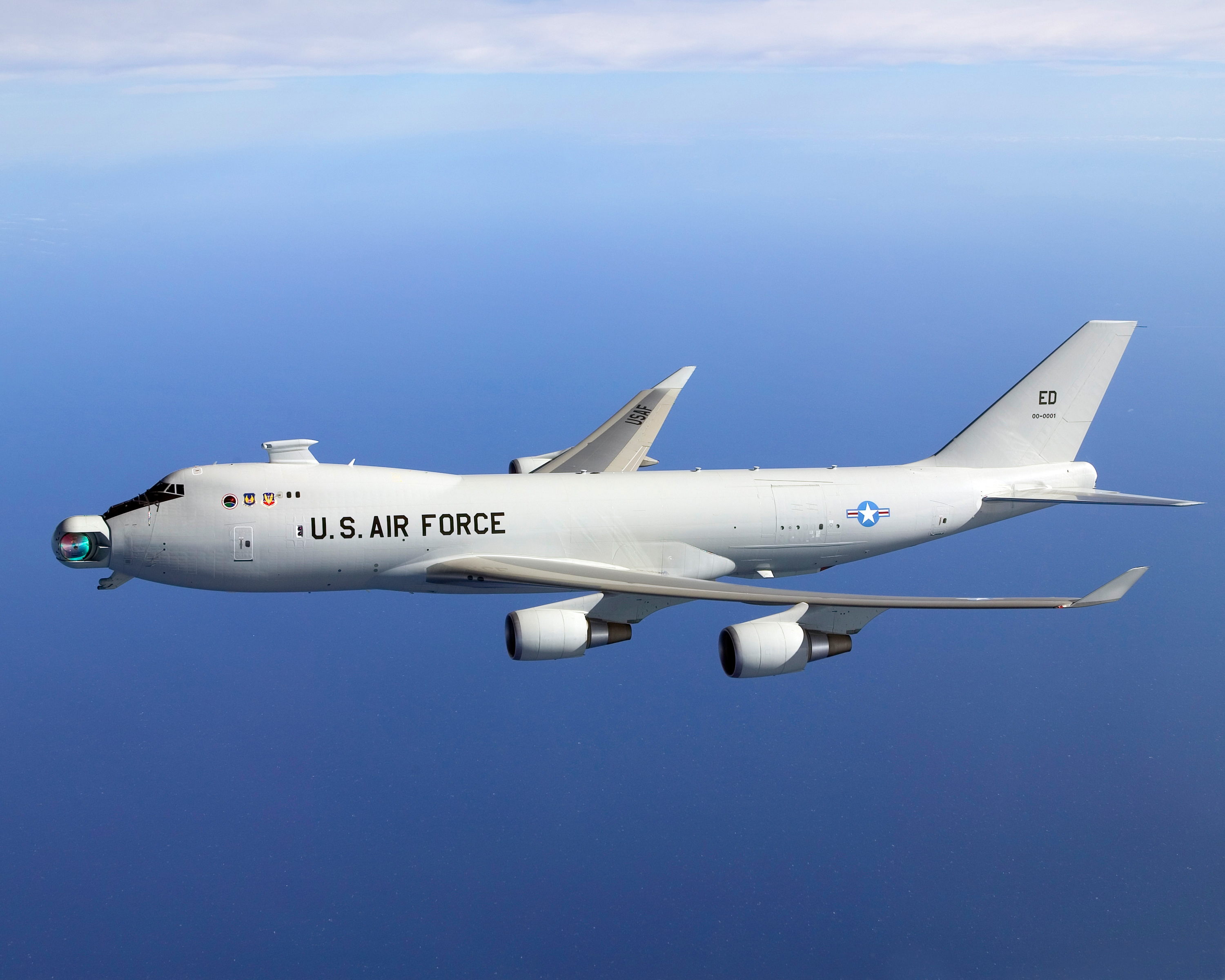
AL-1A

日本国政府は、1991年（平成3年）に2機の-400を日本国政府専用機として調達した。この機体は導入当初は総理府に所属し、JA8091(製造番号24703)とJA8092（製造番号24731）の機体記号で登録されていたが、翌1992年（平成4年）4月1日には航空自衛隊に移管され、防衛庁の軍用機扱いとなったため、民間機での登録は抹消されている。
総理府所属時から航空自衛隊により運用・管理されている。英語の正式名は「Japanese Air Force One」である。エンジンは、JALやANAと同一のCF6-80C2B1Fを装備する。また、機体の仕様そのものはJAL所属機と共通である上、同社の運航や整備のノウハウが高い評価を受けたことから、重整備や運航支援、乗務員の教育は、他に契約を希望する企業が無かったためにJALが随意契約で請け負っている。2014年（平成26年）には、日本国政府専用機の後継機としてボーイング777-300ER型機が選定された。
アメリカ空軍は弾道ミサイル防衛（BMD）計画があり、ブースト段階の弾道ミサイルを破壊するため、-400Fを改修して機首に大出力レーザーを搭載したAL-1Aの試験を続けている。また、C-33の名称で、輸送機型の提案が行なわれたが、採用に至らなかった。
大韓民国空軍は2010年、大韓航空所有の-400を1機リースし、政府専用機として運用を開始した。通常運用しているボーイング737-300の老朽化および航続距離の問題により、後継機導入までの繋ぎとして使用している。しかし翌年の2011年に空気吸入口が故障したため、今でもボーイング737を併用している。民間からのリース機材であるため、軍用の機体記号ではなく、大韓航空時代の機体記号のまま塗装を変更して運用されている。

## 改修型

### 747-400BCF型

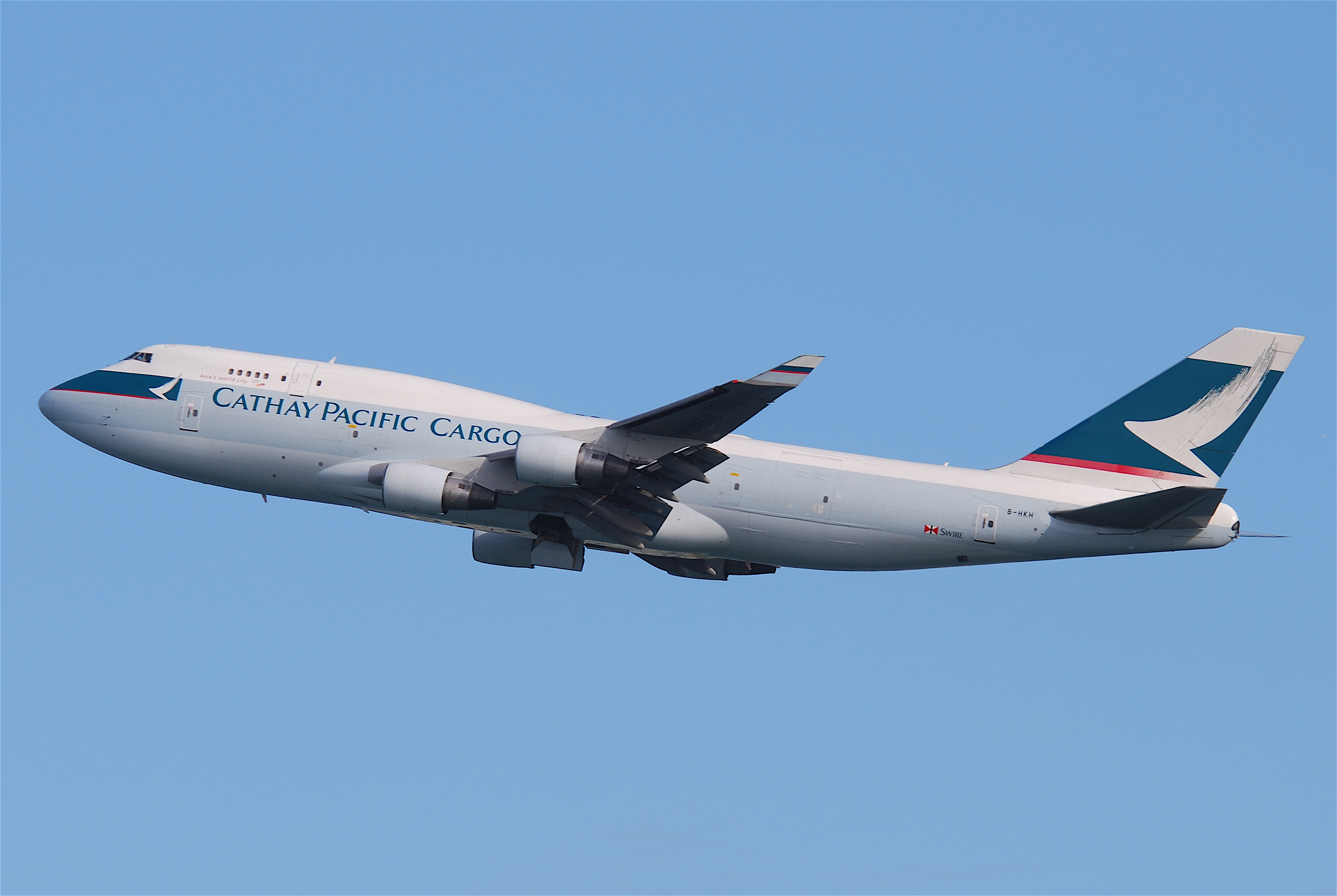
キャセイパシフィック航空の747-400BCF

旅客機転用型貨物機で、改造後初飛行は2005年10月5日。「BCF」とは「Boeing Converted Freighter, ボーイング・コンバーテッド・フレイター」（ボーイング社が改造した貨物機）の略である。当初は「SF」（Special Freighter, スペシャル・フレイター）と呼ばれていたが2005年度第4四半期ごろ現在の呼称に変更された。
ボーイング社は、2000年代前半時点で運用されている貨物機の3分の1が旅客機からの改造機で、この傾向は今後も続くと予想し747-400型についても転用プログラムを開始した。747-400（旅客型）および747-400M（貨客型）中古機に機体側面部貨物搭載用ドア（SCD）を装着するなどして貨物型に改修する。極力747-400Fに仕様をあわせ、所有する航空会社の運用効率を考慮している。747-400Fとの主な違いは、外見上はロングアッパーデッキがそのまま残ることと、機首部分のノーズカーゴドアがないこと、性能面では最大積載量と航続距離が若干劣ることである。
ボーイング社との委託契約のもと、中華人民共和国の廈門市にある廈門太古飛機工程（Taikoo Aircraft Engineering）で改修作業が施工される（大韓航空は釜山の自社整備工場で改修）SCDとその周辺部位は日本の三菱重工業で製作されており、キャセイパシフィック航空やJALなど多くの航空会社が導入している。なお、JALの機体は2010年をもって全機退役した。また、キャセイパシフィック航空の改修1号機は、2011年7月以降子会社のエア・ホンコンで運航されている。
グローバル・スーパータンカー・サービシスでは日本航空で使用されていたJA8086を空中消火機「747 スーパータンカー」に改造し運用していたが、ナショナル・エアラインズに売却され貨物機に再改造された。

### 747-400BDSF型

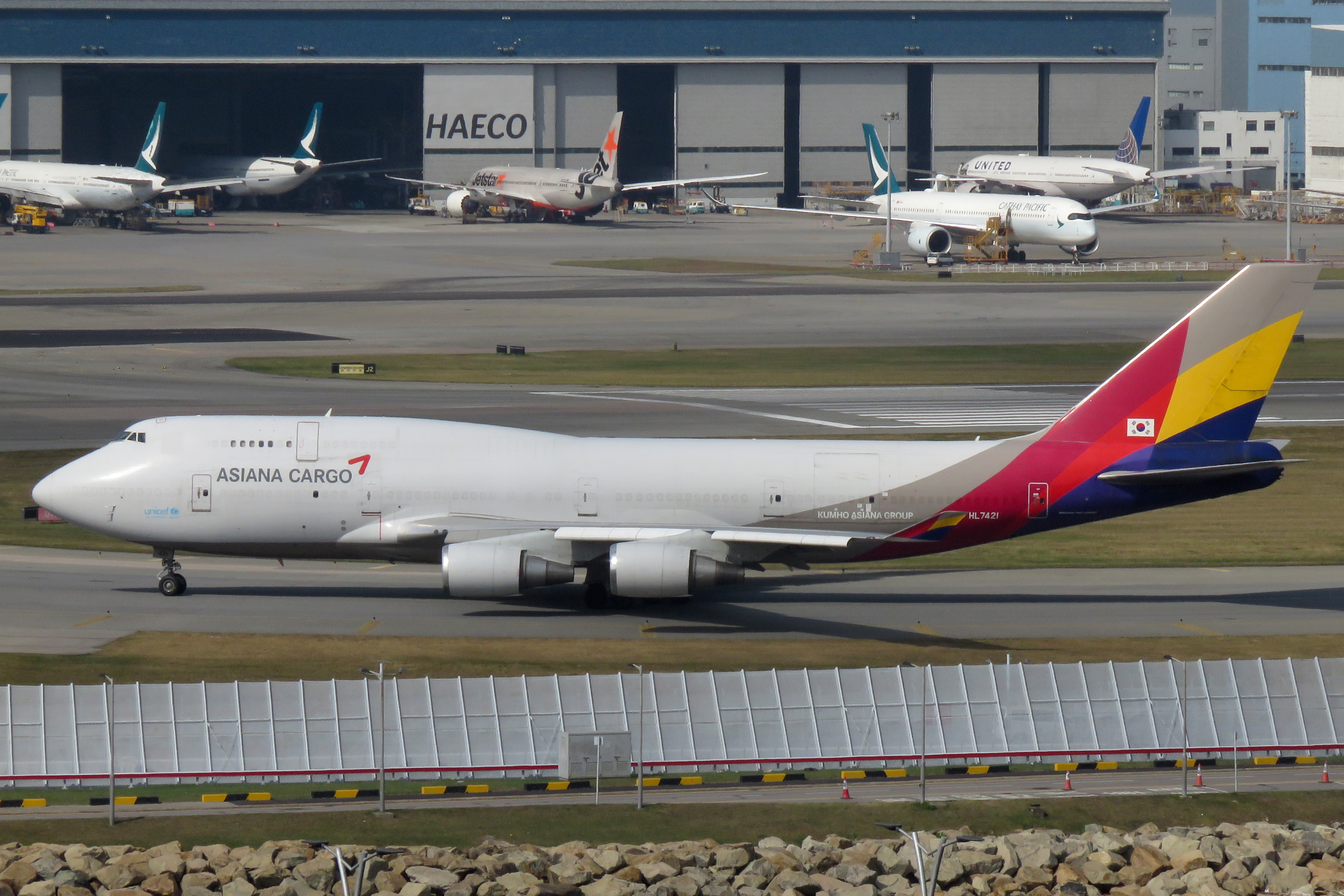
アシアナ航空の747-400BDSF

747-400BCFと同じく旅客機転用型貨物機。イスラエルのイスラエル航空工業（IAI）Bedek Aviation Groupが独自に提供する改造プログラムで、ボーイング社の「純正」プログラムと分けて「BDSF」（Bedek Special Freighter）と呼ばれる。中国国際航空、アシアナ航空やエバー航空などが導入している。

### 747-400LCF型

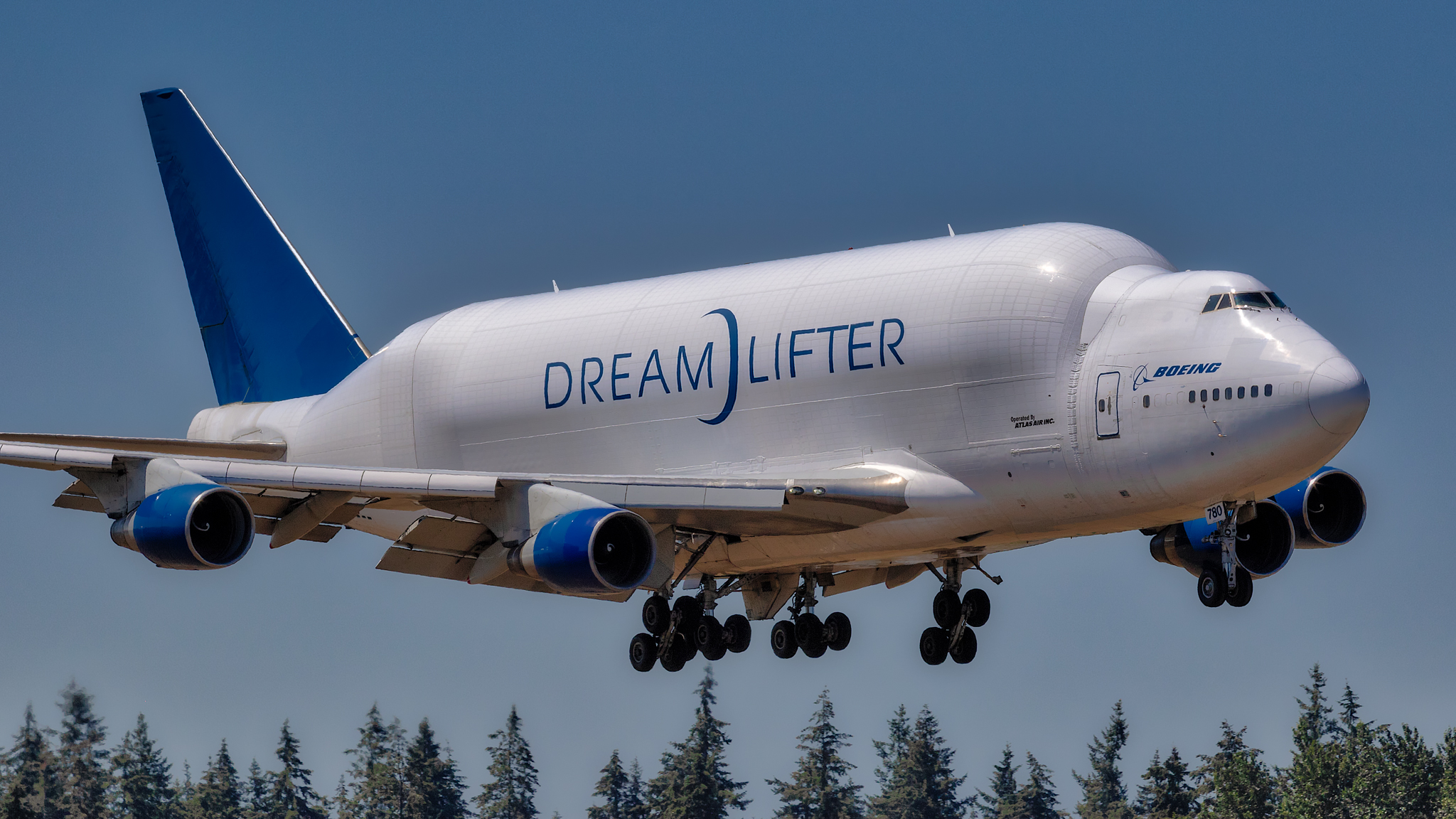
747-400LCF

通称「ドリームリフター 」。ボーイング787の部品を輸送するための機材として、従来の-400を大幅に改修・改造した仕様であり、むくんだように膨れ上がった機体が特徴。

## 現在のカスタマー

### 旅客型を保有している航空会社（一部）
- ルフトハンザドイツ航空
- マーハーン航空
- 中国国際航空
- ロシア航空
- アトラス航空
- マックスエア

### 貨物型を保有している航空会社
- 大韓航空カーゴ
- チャイナエアライン
- キャセイパシフィック航空
- アシアナ航空
- シンガポール航空カーゴ
- 中国貨運航空
- 中国国際貨運航空

- UPS航空
- アトラス航空
- カリッタ・エア
- CALカーゴエアラインズ
- カーゴルックス航空
- シルクウェイウエスト航空

など

### 非民間組織（一部）
- Dubai Air Wing
- キングダム・ホールディング・カンパニー
- サウジアラビア

## 事故・インシデント

### 旅客機
- -400
  - 中華航空605便オーバーラン事故
  - シンガポール航空006便離陸失敗事故
  - ブリティッシュ・エアウェイズ2069便ハイジャック未遂事件
  - ノースウエスト航空85便緊急着陸事故（-400初号機）
- -400D
  - 日本航空機駿河湾上空ニアミス事故（日本航空907便）
  - 全日空61便ハイジャック事件

### 貨物機
- UPS航空6便墜落事故
- アシアナ航空991便墜落事故
- ナショナル・エアラインズ102便墜落事故 (-400BCF)
- ターキッシュ エアラインズ6491便墜落事故

## 競合機種
エアバスA380